# Schloss Žinkovy

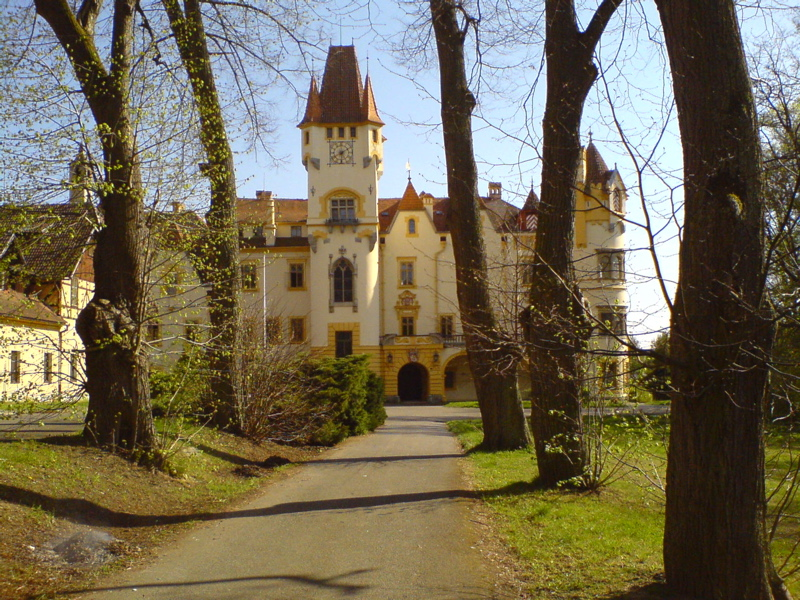
Schloss Žinkovy, Nordansicht

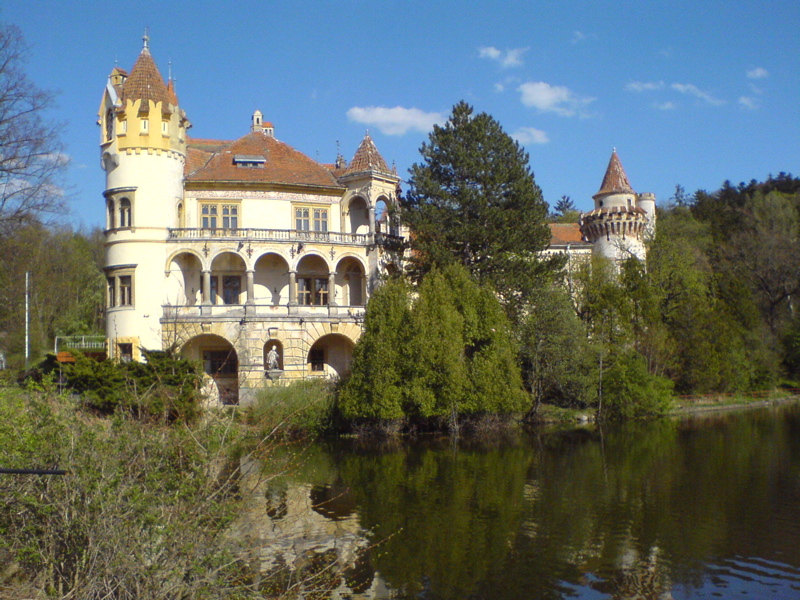
Schloss Žinkovy, Westansicht

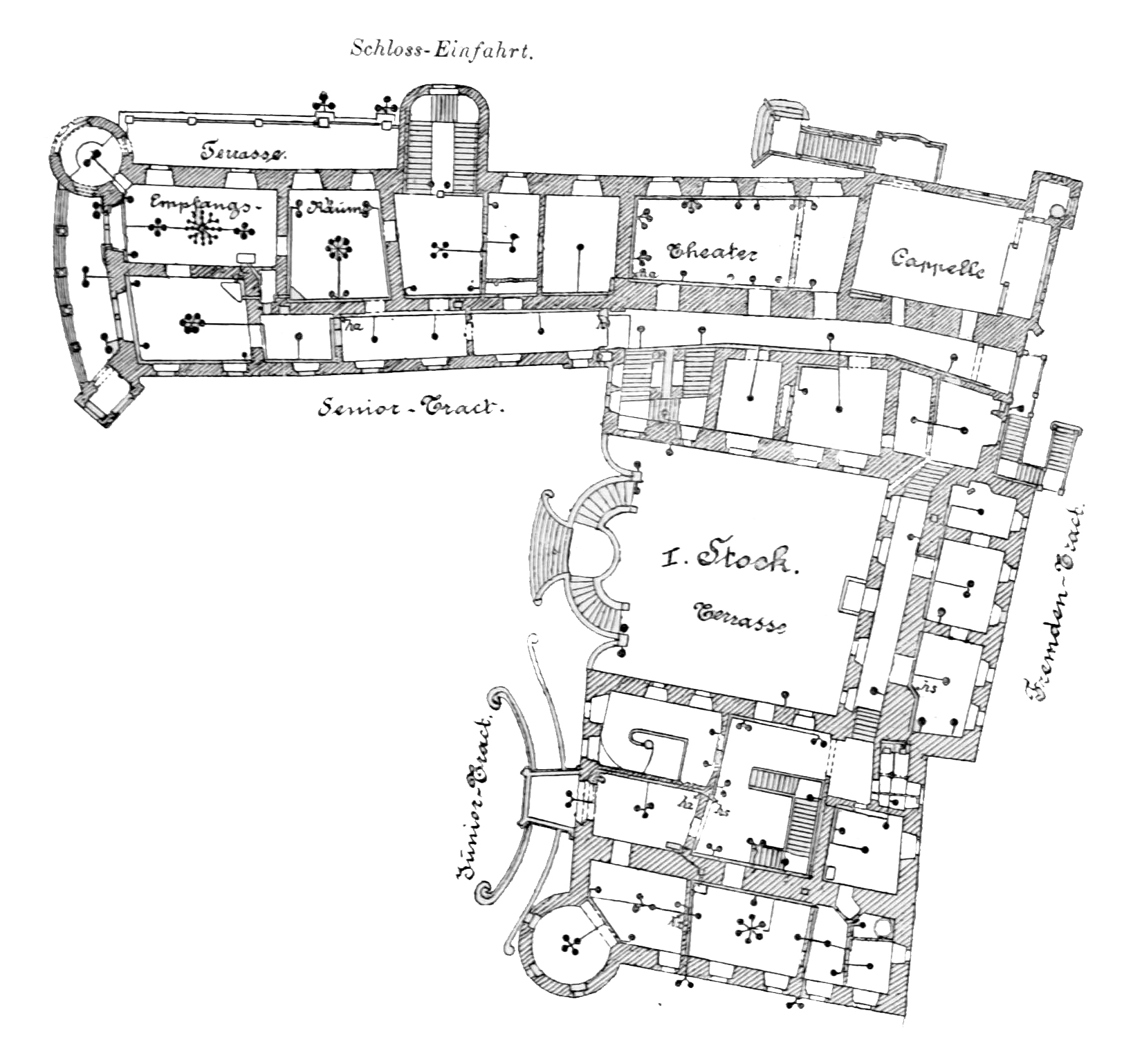
Schloss Žinkovy, Grundriss 1. Stock (1899)

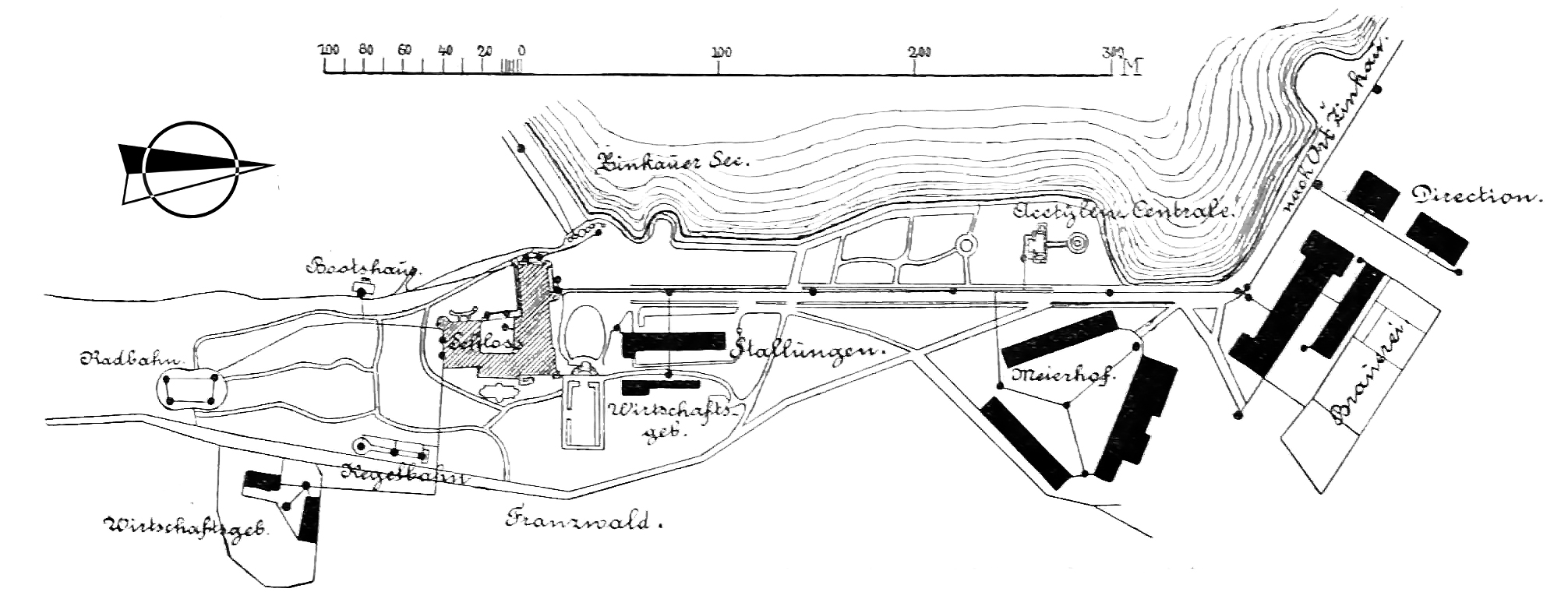
Schloss Žinkovy, Lageplan (1899)

Das Schloss Žinkovy liegt im Dorf Žinkovy (deutsch: Zinkau, Schinkau) in Westböhmen im Okres Plzeň-jih (Region Plzeň) in Tschechien.

## Geschichte
Die Geschichte des Schlosses Žinkovy geht zurück auf das Jahr 1559, als Šebastián von Klenová eine Festung am Teich „Labuť“ (deutsch Schwan) erbauen ließ. Das Gebäude war mit einem Wassergraben umgeben, der aus ebendiesem Teich mit Wasser versorgt wurde. Die Festung war durch eine Zugbrücke mit der Vorburg verbunden.
1624 bis 1642 wurde an Stelle der Festung ein neues Schloss gebaut, das fortschreitend zu einem dreiflügeligen Barockgebäude im Stil des Klassizismus ausgebaut wurde.
Johann Nepomuk von Harrach (1828–1909) kaufte 1883 das Schloss und renovierte es bei teilweisem Umbau. Die größten Änderungen wurden nach 1897 vorgenommen, als der Großgrundbesitzer und k.k. Baurat Karl Ritter von Wessely († 1912, Alter: 71) das Schloss erwarb und es nach den Plänen von Hermann Helmer (1849–1919), nach dessen Entwurf das Palais Wessely (Allee-Gasse 23, heute: Argentinierstraße 23, Wien-Wieden) 1892 vollendet worden war, mit Anleihen an die Romantik umbauen ließ. Der alte Graben wurde zugeschüttet, und hinter dem Anwesen entstand eine große Parkanlage.
1916 kam das Schloss ins Eigentum des Großindustriellen Karl von Škoda (1878–1929). Im Januar 1918 wurden Teile des hinteren Trakts des Schlosses durch Feuer zerstört.
Im Sommer 1920 verstarb im Schloss Robert von Škoda (Alter: 68), Bruder des Emil.
1925 verkaufte Karl von Škoda, seit 1919 in Österreich, über 230 Hektar zugehörigen Grundes.
Nach dem Zweiten Weltkrieg ging es an die ROH (Staatliche Arbeitergewerkschaft) über und wurde fortan zur Erholung für Arbeiter genutzt. Diese Zeit, in der Žinkovy in der ganzen ČSSR bekannt war, hat an der Inneneinrichtung ihre Spuren hinterlassen.
Seit 1999 ist das Schloss im Besitz eines ausländischen Investors.